# Dara (Egitto)
Dara è una località del Medio Egitto, situata nei pressi dell'odierna Manfalut, una trentina di chilometri a nord-ovest di Asyut.
È sede di una necropoli regale risalente al Primo periodo intermedio, al cui interno si trovano i resti di una piramide tradizionalmente attribuita a Khui, un sovrano di difficile collocazione dinastica.
Le campagne di scavo compiute nella necropoli hanno riportato alla luce varie offerte funerarie, come ad esempio perfette riproduzioni in alabastro di oche pronte per la cottura databili intorno al 2200 a.C. ed esposte al Museo del Louvre, ed un pettorale con scarabeo del cuore, di origine però incerta, oggi al Metropolitan Museum of Art di New York.